# Відтворюваність
Відтворюваність (англ. reproducibility) — прецизійність в умовах відтворюваності.
Умови відтворюваності — умови, за яких результати вимірювань однієї і тієї ж величини одержують за одним і тим же методом, але в різних лабораторіях, різними операторами з використанням різного обладнання.
Відтворюваність виступає мірою порівнюваності результатів вимірювань однієї і тієї ж величини, що отримані в різних місцях.
Кількісною характеристикою відтворюваності виступає стандартне відхилення відтворюваності {\displaystyle S_{R}} — стандартне відхилення результатів вимірювань, одержаних в умовах відтворюваності.

## Практичне значення
В практиці вимірювань широко використовується границя відтворюваності {\displaystyle R} — значення, яке з ймовірністю 0,95 не перевищує абсолютної різниці між двома результатами, одержаними різними лабораторіями, тобто в умовах відтворюваності. Значення {\displaystyle R} можна знайти через стандартне відхилення відтворюваності за формулою: {\displaystyle R=2,77\cdot S_{R}}. Саме цей показник використовують за потреби порівняння результатів, наприклад, коли виникають спірні питання між лабораторіями виробника (постачальника) та споживача. Якщо різниця між результатами вимірювання однієї і тієї ж величини в різних лабораторіях не перевищує границю відтворюваності, то результати вважаються метрологічно сумісними. В протилежному випадку необхідно з'ясовувати причини надмірної різниці в результатах.
Відтворюваність іноді називають міжлабораторною відтворюваністю, що підкреслює той факт, що вимірювання проводилися в різних лабораторіях (місцях).